# Gaidropsarus biscayensis
A Gaidropsarus biscayensis a csontos halak (Osteichthyes) főosztályának a sugarasúszójú halak (Actinopterygii) osztályába, ezen belül a tőkehalalakúak (Gadiformes) rendjébe és a Lotidae családjába tartozó faj.

## Előfordulása
A Gaidropsarus biscayensis elterjedési területe az Atlanti-óceán keleti része és a Földközi-tenger nyugati és középső részei. Élőhelye dél felé, Spanyolországtól és Portugáliától Marokkóig és a Madeira-szigetekig terjed.

## Megjelenése
Általában 12 centiméter hosszú, de akár 40 centiméteresre is megnőhet. Az első hátúszó tüskéjét, néhány húsos szál követi. A felső állcsontban két szemfogszerű fog látható.

## Életmódja
A Gaidropsarus biscayensis nyílt tengeri, fenéklakó hal, amely nem vándorol és 80-600 méteres mélységekben él. A mérsékelt övi korall és törmelék mezőket kedveli. Tápláléka rákokból áll.

## Szaporodása
Az ívási időszaka februárban van.

## Felhasználása
Ezt a halat, csak kismértékben halásszák. Néha üzletekben is árulják.